# Thornhill, Kentucky
Thornhill är en inkorporerad ort i Jefferson County i Kentucky. Vid 2020 års folkräkning hade Thornhill 185 invånare.